# Bodo Wiegand-Hoffmeister
Bodo Wiegand-Hoffmeister (* 24. Juni 1966 in Essen) ist ein deutscher Jurist und Rektor der Hochschule Wismar.

## Leben
Wiegand-Hoffmeister absolvierte nach dem Abitur 1985 die allgemeine Wehrpflicht. Von 1986 bis 1991 folgte das Studium der Rechtswissenschaft und der Philosophie an der Ruhr-Universität Bochum. Das erste juristische Staatsexamen bestand er 1991 in Düsseldorf, war dann bis 1992 wissenschaftlicher Mitarbeiter an der juristischen Fakultät der Ruhr-Universität Bochum am Lehrstuhl von Wolfgang Loschelder und im Anschluss in gleicher Funktion bis 1996 an der juristischen Fakultät der Universität Rostock am Lehrstuhl von Wilfried Erbguth. Zudem absolvierte er von 1994 bis zum zweiten Staatsexamen in Schwerin 1996 sein Referendariat.
Von 1996 bis 1997 war er wissenschaftlicher Referent bei der SPD-Landtagsfraktion Mecklenburg-Vorpommern, dann bis 2000 Richter und persönlicher Referent und Büroleiter des Ministers für Justiz, Bundes- und Europaangelegenheiten des Landes Mecklenburg-Vorpommern. Nach der Promotion zum Dr. jur. im Jahr 2000 war er Professor für Staatsrecht, allgemeines und besonderes Verwaltungsrecht an der Hochschule Wismar, ab 2005 Direktor der Fachhochschule für öffentliche Verwaltung, Polizei und Rechtspflege in Güstrow. Vom 14. Oktober 2011 bis 17. Oktober 2013 war er Präsident der Rektorenkonferenz der Hochschulen für den öffentlichen Dienst. Am 1. Februar 2014 trat er das Amt als Rektor der Hochschule Wismar an, das er nach Wiederwahl am 11. Juli 2019 und Ernennung zum 1. Februar 2020 in zweiter Amtszeit wahrnimmt. Am 10. Juli 2025 wurde er für eine dritte Amtszeit wiedergewählt. Seit April 2016 ist er Mitglied der Europäischen Akademie der Wissenschaften und Künste.
Wiegand-Hoffmeister ist Mitglied der SPD. Er war bis April 2015 stellvertretender Landesvorsitzender der SPD Mecklenburg-Vorpommern und bis Mai 2017 Mitglied des Parteikonvents. Seine Frau Katy Hoffmeister ist Mitglied der CDU und war vom 1. November 2016  bis zum 15. November 2021 Justizministerin des Landes Mecklenburg-Vorpommern.